# Saint-Germain-des-Prés Café I
Albums de Various
Saint-Germain-des-Prés Café II
Saint-Germain-des-Prés Café volume I est la première compilation Saint-Germain-des-Prés Café parue en 2001.

## Pistes
| 1.    | Round Midnight                               | Duran y Garcia      |  |
| 2.    | Original Oddstep (revised by Grand Unified)  | Vert                |  |
| 3.    | Coffee Talk (Yukihiro Fukutomi Remix)        | Jazzanova           |  |
| 4.    | Jazzion (featuring Allan)                    | South Froggies      |  |
| 5.    | Chok-A-Blok Avenue                           | Barrio Jazz Gang    |  |
| 6.    | Yes It's True                                | Taxi                |  |
| 7.    | Lo-Fi Nu Jazz #13                            | Rubin Steiner       |  |
| 8.    | Godsdog                                      | De-Phazz            |  |
| 9.    | At Last                                      | Megashira           |  |
| 10.   | Theme To The Last Puma                       | Ian Simmonds        |  |
| 11.   | Style (featuring Jo Laundy)                  | Jet Set Productions |  |
| 12.   | G.U.B.N.U.F                                  | Bugge Wesseltoft    |  |
| 13.   | Ocean Games                                  | Funk 4 Sale         |  |
| 14.   | Deep In It                                   | St Germain          |  |
| 15.   | Les Courants D'Air (featuring Terry Callier) | Grand Tourism       |  |
| 77:00 |                                              |                     |  |